# Valère Van Sweevelt
Valère Van Sweevelt (né le 15 avril 1947 à Kuringen) est un coureur cycliste belge. Professionnel entre 1968 et 1973, il a notamment remporté Liège-Bastogne-Liège en 1968.

## Palmarès

### Palmarès amateur
- 1966
  - 2ea étape du Tour du Limbourg amateurs
  - Circuit du Hainaut
  - 2e de la Coupe Egide Schoeters
- 1967
  -  Champion de Belgique sur route amateurs
  - Tour des Flandres amateurs
  - Flèche ardennaise
  - 1reb étape du Tour du Limbourg amateurs
  - Wavre-Liège
  - 3e de Gand-Wevelgem amateurs

### Palmarès professionnel
- 1968
  - 3e et 4eb étapes de Paris-Nice
  - Liège-Bastogne-Liège
  - 3ea étape du Tour de Romandie
  - Circuit du Brabant central
  - 2e du Grand Prix de Francfort
  - 2e du Championnat de Zurich
- 1969
  - 3e du Circuit Het Volk
  - 3e du Tour du Limbourg
- 1970
  - Maaslandse Pijl